# Gadmen
Gadmen är en ort i kommunen Innertkirchen i kantonen Bern, Schweiz.
Tidigare var Gadmen en självständig kommun, men den inkorporerades i Innertkirchen 1 januari 2014.